# Новый Будков
Новый Будков (бел. Новы Будкаў) — деревня в Червенском районе Минской области Беларуси. Входит в состав Ляденского сельсовета.

## Географическое положение
Расположена в 28 километрах к юго-востоку от Червеня, в 90 км от Минска, в 20 км от железнодорожной станции Гродзянка на линии Гродзянка—Верейцы, на левом берегу реки Добрица.

## История
Упоминания о деревне Будков (затем переименована в Старый Будков) впервые встречаются в середине XIX века. На 1845 год деревня Будково входила в состав имения Богушевичи Игуменского уезда Минской губернии, принадлежавшего Ч. Свенторжецкому. На 1858 год она насчитывала 123 жителя. Деревня Новый Будков, предположительно, основана в начале XX века на территории Якшицкой волости, в 1917 году здесь было 6 дворов, жили 42 человека. 20 августа 1924 года деревня Ново-Будково вошла в состав вновь образованного Хуторского сельсовета Червенского района Минского округа (с 20 февраля 1938 — Минской области). Согласно переписи населения СССР 1926 года она насчитывала 60 дворов, где проживали 316 человек. В 1930-е годы в деревне была проведена коллективизация. Во время Великой Отечественной войны деревня была оккупирована немецко-фашистскими захватчиками в июле 1941 года. В лесах в районе деревни действовали партизаны бригады «Красное Знамя» и 12-й бригады имени Сталина. 7 жителей деревни не вернулись с фронта. Освобождена в июле 1944 года. На 1960 год деревня Новый Будков передана в состав Ляденского сельсовета, здесь проживали 143 человека. В 1980-е годы деревня относилась к совхозу «Ляды». На 1997 год здесь был 21 дом и 35 жителей. На 2013 год 7 жилых домов, 15 постоянных жителей житель. На 2024 год 3 постоянных жителя.

## Население
- 1917 — 6 дворов, 42 жителя
- 1926 — 60 дворов, 316 жителей
- 1960 — 143 жителя
- 1997 — 21 двор, 35 жителей
- 2013 — 7 дворов, 15 жителей
- 2024 — 3 жителя